# کانجی

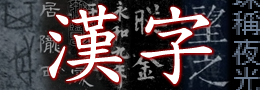
کانجی

کانجی (به ژاپنی: 漢字) واژه‌نگار حروف چینی است که همراه با هیراگانا (ひらがな, 平仮名)، کاتاکانا (カタカナ, 片仮名)، اعداد هندی-عربی و حروف لاتین (یا روماجی) برای نگارش در سامانه نوین نوشتاری ژاپن مورد استفاده قرار می‌گیرد.
کانجی حرفی تصویری یا واژه‌نگار است. کانجی‌ها در زبان ژاپنی می‌توانند به چند صورت خوانده و تلفظ شوند. معنای لفظی واژه کانجی در زبان ژاپنی نویسه‌های قوم هان است. در زبان چینی نیز کانجی به همین معنا به کار برده شده و به همین صورت نوشته می‌شود اما واژه کانجی در زبان چینی به صورت هانتسو تلفظ می‌شود.

## دگرگونی کانجی در ژاپن
اساس کانجی همان حروف چینی (هانتسو) است که به زبان ژاپنی وارد شده‌است. با این همه امروز تفاوت‌های مهمی بین حروف چینی و کانجی‌های مورد استفاده در ژاپن وجود دارد. سه عامل در ایجاد این تفاوت‌ها نقش داشته‌است: یکی استفاده از کانجی‌هایی است که در خود ژاپن ساخته شده‌اند (国字، Kokuji)؛ دوم معنای تازه یافتن برخی از حروفی است که از چین وارد شده (国訓، Kokkun) و سوم ساده‌سازی کانجی‌ها در ژاپن پس از جنگ جهانی دوم است. کشور چین نیز در دهه پنجاه میلادی برای گسترش سوادآموزی اقدام به ساده‌سازی حروف چینی کرد که به نوبه خود باعث افزایش تفاوت در کاراکترهای مورد استفاده در این دو کشور شد.

## نمونه کانجی
| کانجی | روماجی | معنی  |
| ----- | ------ | ----- |
| 土    | tsuchi | خاک   |
| 天    | ten    | آسمان |
| 水    | mizu   | آب    |
| 火    | hi     | آتش   |
| 風    | kaze   | باد   |
| 夜    | yoru   | شب    |
| 日    | hi     | روز   |